# Czyżkowo
Czyżkowo (dawniej: Szyszkowo, niem. Ziskau) – wieś krajeńska w Polsce położona w województwie wielkopolskim, w powiecie złotowskim, w gminie Lipka.
| SIMC    | Nazwa           | Rodzaj    |
| ------- | --------------- | --------- |
| 1009339 | Czyżkówko       | część wsi |
| 1009322 | Czyżkowski Młyn | część wsi |

Wieś szlachecka Szyszkowo, własność wojewody płockiego Piotra Potulickiego, około 1580 roku leżała w powiecie nakielskim województwa kaliskiego. W latach 1975–1998 miejscowość administracyjnie należała do województwa pilskiego.
W końcu stycznia 1945 miejscowość została zajęta przez Armię Czerwoną, którą wkrótce wyparli żołnierze niemieckiej 32 DP. W doniesieniu dowództwa 2 Armii z 14 lutego 1945 stwierdzono: W Preussisch Friedland oraz we wsi Zisskau 29 i 30 stycznia rozstrzelano po poddaniu potwornym torturom większość znajdujących się tam mężczyzn. Domy i mieszkania zostały rozgrabione, zniszczone i podpalone. Do kobiet i dzieci, które chciały ratować się ucieczką, bolszewiccy mordercy strzelali z karabinów maszynowych. W Czyżkowie zamordowano zarówno cywili, jak i ukrywających się żołnierzy niemieckich, oraz zgwałcono wiele kobiet (niektóre wielokrotnie), wśród nich osiemdziesięciosześcioletnią staruszkę i osiemnastoletnią dziewczynę z Brombergu, które zmarły w strasznych mękach. Żonę oficera przybito gwoździami do podłogi. Po czym bolszewicy znęcali się nad nią, aż zmarła.